# Club Newman
Maillots
Le Club Newman est un club argentin de rugby à XV de Benavídez (Tigre) dans le Grand Buenos Aires en Argentine. C'est un club où l'on pratique plusieurs disciplines, le rugby à XV, le hockey, le golf, le football et le tennis. La section de rugby à XV est membre de l'Unión de Rugby de Buenos Aires.

## Histoire
Le club a été fondé le 15 décembre 1975 par des anciens élèves du Collège Cardinal Newman, un collège privé qui se trouve à San Isidro, (province de Buenos Aires). Le collège a été fondé par les frères Joseph Ignatius Doorley (fondateurs de plusieurs collèges catholiques aux États-Unis) et Cornelius O’Reilly, deux membres de la congrégation irlandaise des frères chrétiens. Les élèves de ce collège proviennent, principalement, de l'importante communauté irlandaise de Buenos Aires, ainsi que des familles les plus riches de la ville. On retrouve parmi les anciens élèves l'actuel président de la Nation argentine, Mauricio Macri, et le ministre argentin de l'économie, Alfonso de Prat-Gay. 
Le Club Newman n'a jamais remporté le titre de champion de URBA. Ses meilleurs résultats sont finaliste du Tournoi de URBA (2008), et finaliste du Nacional de Clubes (2015). Le club a également atteint les demi-finales du Tournoi de URBA à trois reprises (2004, 2012 et 2013).

## Joueurs emblématiques (rugby à XV)
Ont porté le maillot des Pumas :
| - Felipe Contepomi - Manuel Contepomi - Marcos Ayerza - Agustín Gosio - Julián Montoya - Rafael Bullrich - Javier O'Farrell - Francisco Irrarázabal - Gonzalo Gutierrez Taboada - Miguel Urtubey - Pablo Quirno - Marcos Bollini - Jorge Prat Gay - Eduardo Bruchou | - Agustín Canalda - Agustin Gosio - Mariano Correa - Miguel Devoto - Emilio Ezcurra - Eduardo García Terán - Martín Lanfranco - Alejandro Marguery - Ernesto Miguens - Rodolfo Ventura - Cristian Viel - Miguel Tezanos Pinto - Sergio Ferrando |